# Potica
Potica es un rollo de frutos secos esloveno.

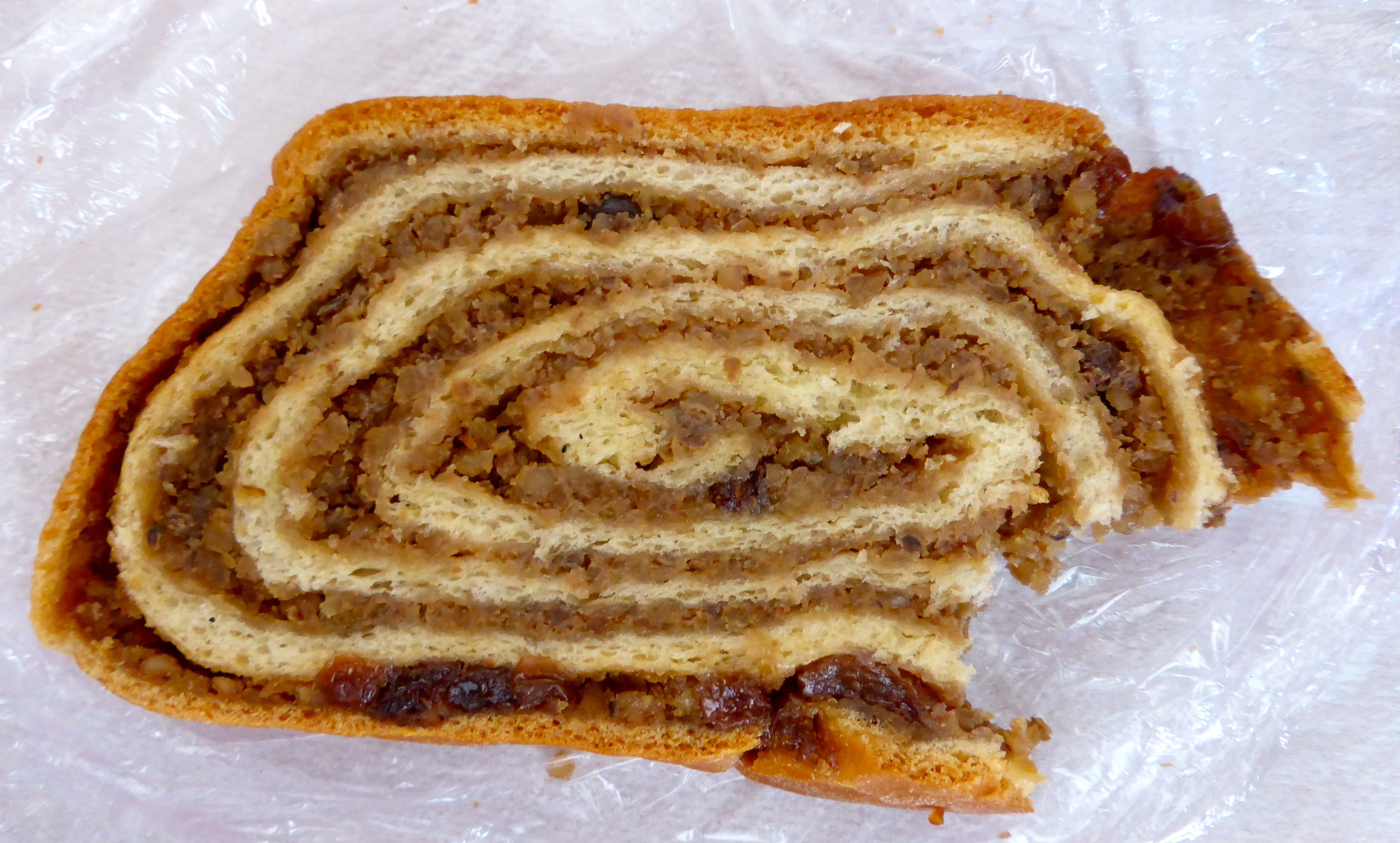
Potica

Este tradicional postre se suele desayunar el domingo de pascua y durante cualquier día del año. Los eslovenos preparan la potica sobre todo para pascuas, es parte de las comidas que se llevan a bendecir. Hoy en día casi todo el mundo ya conoce potica, porque es parecida a lo que en España se conoce como bollo y en México como pastel horneado.
Consiste en una masa con levadura estirada muy fina y untada con una mezcla de nuez molida, mantequilla, huevo, nata y miel y azúcar. Entonces se enrolla y se hornea. Este pastel se hornea en moldes metálicos redondos especiales con un tubo en el centro. La potica también suele tener forma de rosca grande. Al cortarla, muestra una espiral de masa y relleno. El ingrediente principal del relleno suele ser la nuez.

## Variantes/tipos de potica
Hay muchos tipos diferentes de potica y cada una tiene su ingrediente secreto. Quizás la más popular sea la potica de nueces. En vez del relleno de nueces también se pone otros ingredientes. Conocemos:
- Potica de nuez
- Potica de avellanas
- Potica de adormidera
- Potica de pasas
- Potica de estragón
- Potica de tocino

- Datos: Q11700178
- Multimedia: Potica / Q11700178

Rollo de frutos secos